# À vot' bon cœur
Pour plus de détails, voir Fiche technique et Distribution.
À vot' bon cœur est un film français de Paul Vecchiali sorti en 2004.

## Synopsis
Parce que la Commission d'avances sur recettes a rejeté pour la 20e fois son scénario de La Guêpe, Paul Vecchiali décide d'éliminer un à un tous ses membres. Alors qu'un mystérieux voleur sévit à Paris, redistribuant aux pauvres l'argent dérobé aux riches, Paul filme malgré tout, se confrontant aux difficultés de la création. Le film est en partie chanté par les comédiens eux-mêmes.

## Fiche technique
Source IMDb
- Titre : À vot' bon cœur
- Réalisation et scénario : Paul Vecchiali
- Photo : Philippe Bottiglione
- Musique : Roland Vincent
- Société de production : JLA Audiovisuel
- Société de distribution : JLA Audiovisuel
- Langue : français
- Format : couleur - son stéréo
- Genre : Comédie
- Durée : 95 minutes
- Dates de sortie :
  - France : 17 mai 2004 Festival international du film de Cannes ; 31 août 2005 sortie nationale

## Distribution
Source IMDb
- Catherine Lachens : Madame Bisance
- Régine Benedetti : Adélaïde Bisance
- Jacqueline Danno : Mme Minor
- Paul Vecchiali : Monsieur Paul
- Elsa Lepoivre : Elsa
- Hélène Surgère : la concierge
- Mathieu Marie : Mathieu
- Béatrice Bruno : Béatrice
- Emmanuel Broche : Mandrin
- Françoise Lebrun : Françoise, l'épouse de Paul
- Marie Marczack : Madame Alice
- Noël Simsolo : l'ami critique de Paul
- Fabienne Babe : l'amoureuse sur le banc
- Jacques Le Glou : le président de la Commission d'avances sur recettes
- Jean-Christophe Bouvet : le vice-président de la Commission
- Ingrid Bourgoin, Michel Delahaye, Françoise Dousset, Lionel Emmery, Serge Feuillard, Frédéric Norbert, Marie-Claude Treilhou : membres de la Commission
- Nicolas Silberg, Patrick Raynal, Guy Braucourt : journalistes
- Pascale Bodet : la témoin
- Abderrahmane El Kebir : le grand-père